# Пожежа в Одеській психлікарні
46°29′33″ пн. ш. 30°41′39″ сх. д. / 46.49242° пн. ш. 30.69410° сх. д.
Пожежа в Одеській психлікарні — масштабна пожежа в 7-му відділенні Одеської обласної психіатричної лікарні № 1 на вулиці Академіка Воробйова (тепер — Віталія Нестеренка), 9, що розпочалася о 21:44 10 червня 2019 року та охопила площу 500 квадратних метрів.
В корпусі перебувала 52 особи та троє співробітників. Пожежна сигналізація не спрацювала, хоча була прийнята на баланс за декілька днів до події. Пожежа почалася у відділенні, де проходили лікування ветерани Другої світової війни та афганці. Спочатку загорівся дах одноповерхової будівлі. Згодом вогонь охопив 500 квадратних метрів закладу. Осередок пожежі був у господарчій частині відділення, у приміщенні для сушіння білизни.
В результаті пожежі загинуло 7 (4 відразу не приходячи до тями та 3 у шпиталі) осіб — 6 пацієнтів та одна медсестра, 4 постраждалих доставлені у Одеську міську лікарню № 11.
Підрозділи ДСНС прибули на місце через 7 хвилин, але на час прибуття до 300 квадратів було охоплено полум'ям. Полум'я пішло дахом будівель. На місці події працювали дві оперативні дільниці: одна на рятування людей, друга на гасіння пожежі.
Гасіння ускладнювалося низьким тиском у гідрантах. Пожежу гасили п'ятдесят сім рятувальників за допомогою дванадцяти одиниць техніки. 43 пацієнта було евакуйовано та розміщено по відділенням лікарні. Підрозділами ДСНС врятовано 15 осіб (з них 4 особи без ознак життя) та 6 осіб з отруєння чадним газом госпіталізовано у важкому стані (з них 2 особи померло).
О 23:19 того ж дня пожежу було ліквідовано.
О 04 год. 20 хв. 11 червня госпіталізовано ще одну особу у стабільному стані. Всього на той момент загинуло 6 осіб, госпіталізовано 5 осіб. Згодом 11 червня ще один госпіталізований помер.
У зв'язку з трагедією середу, 12 червня, оголошено траурним днем в Одеській області.
Цій пожежі передувала пожежа у лікарні 16 квітня 2019 року, внаслідок якої ніхто не постраждав.
Відповідно до акту рятувальників, попередня причина загоряння — занесення вогню.
Президент України Володимир Зеленський доручив прем'єр-міністру Володимиру Гройсману створити спеціальну комісію для розслідування пожежі. За фактом пожежі були розпочаті кримінальні провадження про порушення правил пожежної безпеки і друге провадження про умисне вбивство. У межах розпочатих кримінальних проваджень у адміністративному корпусі лікарні та в кабінетах трьох посадових осіб вказаного закладу буди проведені обшуки. Була вилучена пожежно-технічна документація для ретельного вивчення. Остання перевірка протипожежного стану в лікарні відбулася у березні 2019 року. Такі перевірки також проводились у 2017 та 2018 роках.
сім'ї загиблих і постраждалих отримали фінансову допомогу — відповідно по 100 і 50 тисяч гривень.
Перелік загиблих:
- Марія Пастернак (85 років);
- Семен Клапчук (85 років);
- Лідія Поровкова (84 роки);
- Галина Тодорова (82 роки);
- Михайло Лазарев (91 рік);
- медсестра Юлія Никита[10] (55 років).